# Eden (film 2002)
Eden – polski film animowany dla dorosłych, w reżyserii Andrzeja Czeczota, z 2002 roku. Premiera odbyła się 20 września 2002 roku. Głosu postaciom użyczyła Urszula Dudziak.
Film był dystrybuowany przez Kino Świat. Prace nad filmem trwały od 1996 do 2002 roku. Rok wcześniej premierę miał trzyczęściowy serial pod tym samym tytułem.
Film opowiada o przygodach Youzecka. Podróżuje on najpierw przez Piekło, potem trafia do Nieba, a następnie trafia na pokład Arki Noego, gdzie trafia do Nowego Jorku. Youzeck spotyka na swojej drodze wiele znanych postaci, m.in.:
- Elvisa Presleya
- Pana Boga
- Prometeusza
- Janosika
- orkiestrę z Titanica
- Salvadora Dalego
- Billa Clintona z Moniką Lewinsky